# Penetració amb el puny

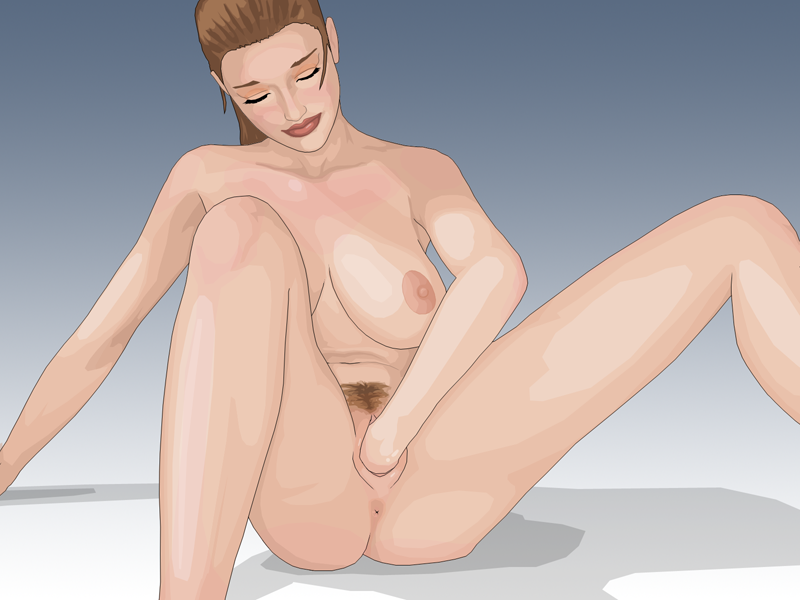
Dona masturbant-se a través de la pràctica de la penetració amb el puny.

La penetració amb el puny (en anglès, fist-fucking) és una pràctica sexual poc habitual que consisteix en penetrar la vagina o l'anus mitjançant la introducció de la totalitat de la mà, de manera que acaba totalment inserit dins el conducte vaginal o anal.
És considerada una activitat majoritàriament homosexual, si bé també practicada en l'àmbit heterosexual o de la masturbació. La seva execució és, fins a cert punt, considerada perillosa per a la salut atès que pot provocar el trencament de l'esfínter anal, la perforació del còlon, la propagació d'un ventall divers de malalties anorectals i del VIH i també l'alteració del ritme cardíac a causa de la resposta vagovagal. Per aquesta raó requereix, d'una banda, un gran nivell de relaxació dels músculs vaginals o anals per part del subjecte passiu i també l'aplicació generosa de lubrificant o de guants quirúrgics.
El fist-fucking té sovint un component clar de dominació-submissió entre el que el practica de forma activa i el que rep el puny dins el seu cos. És força corrent en pràctiques de sadomasoquisme i segueix uns patrons concrets de conducta.